# Southern Harbour

Lage in Malta

Southern Harbour ist ein Distrikt der Republik Malta. 
- Fläche: 26,13 km²
- Einwohner: 85.749 (31. Dezember 2004)
- Bevölkerungsdichte: 3.282 E./km²

## Gemeinden
| Gemeinde         | Einwohner (31. Dez. 2004) |
| Reġjun Nofsinhar | Reġjun Nofsinhar          |
| ---------------- | ------------------------- |
| Luqa             | 5.344                     |
| Santa Luċija     | 3.811                     |
| Reġjun Xlokk     |                           |
| Cospicua         | 6.229                     |
| Fgura            | 12.040                    |
| Floriana         | 2.611                     |
| Kalkara          | 3.034                     |
| Marsa            | 5.356                     |
| Paola            | 9.502                     |
| Senglea          | 3.592                     |
| Tarxien          | 7.936                     |
| Valletta         | 7.111                     |
| Vittoriosa       | 3.115                     |
| Xgħajra          | 851                       |
| Żabbar           | 15.217                    |